# Zentrum für die Koordination von Notfallmaßnahmen

Koordinationsstelle im ERCC

Das Zentrum für die Koordination von Notfallmaßnahmen (englisch Emergency Response Coordination Centre, ERCC) ist eine Einrichtung der Europäischen Union und übernahm und erweiterte im Jahr 2013 die Aufgaben des Beobachtungs- und Informationszentrums (englisch Monitoring and Information Centre, MIC).

## Auftrag
Das ERCC stellt den funktionalen Kern des im Oktober 2001 entwickelten EU-Zivilschutz-Mechanismus (Community Mechanism for Civil Protection) dar und nimmt Hilfsanfragen von Staaten auf und leitet diese an die beteiligten Mitgliedsländer weiter. Es spielt eine Schlüsselrolle als Koordinierungszentrum für Notfalleinsätze innerhalb und außerhalb der EU. Die Hauptaufgabe besteht dabei im Analysieren und  Sammeln, Koordinieren und Weitergeben von Echtzeit-Informationen, sowie in der Ausarbeitung und Bereitstellung von Noteinsatzplänen für Experten und Ausrüstung. Zu den Mitgliedern  zählen neben den 27 EU-Mitgliedstaaten auch z. B. Island und Norwegen. Zu den denkbaren Aktionsbereichen des Zentrums zählen Brände, Erdbeben, eine Ölpest, Industrieunfälle oder Attentate.

## Einsätze
So wurde beispielsweise beim Dammbruch nahe der ungarischen Gemeinde Kolontár über das Beobachtungs- und Informationszentrum, das von Anfang an die Katastrophe beobachtete, von der ungarischen Regierung um die Unterstützung durch Experten gebeten, 2014 unterstützte man die WHO bei der Bekämpfung der Ebola-Epidemie in Westafrika und koordinierte die Hilfseinsätze beim Hochwasser in Bosnien-Herzegowina und Serbien. 2015 unterstützte man nach Anfrage Nepal bei Bewältigung des Erdbebens unter anderem durch Bereitstellung von Trinkwasseraufbereitungsanlagen und anderer technischer Systeme.